# 皮爾遜鎮區 (印第安納州)
皮爾遜鎮區（英語：Pierson Township）是位於美國印第安納州維哥縣的一個行政鎮區。

## 地方資料
根據2010年美國人口普查的數據，皮爾遜鎮區的面積為93.30平方千米，當中陸地面積為91.60平方千米，而水域面積為1.70平方千米。當地共有人口1210人，而人口密度為每平方千米12.97人。